# Heinz Fütterer
Heinz Fütterer, született Heinrich Ludwig Füterer (Illingen, 1931. október 14. – Illingen, 2019. február 10.) olimpiai bronzérmes, Európa-bajnok német atléta, rövidtávfutó.

## Pályafutása
Az 1954-es berni Európa-bajnokságon 100 és 200 méteren aranyérmet nyert. Részt vett az 1956-os melbourne-i olimpián, ahol 4 × 100 méteren Lothar Knörzerrel, Leonhard Pohllal és Manfred Germarral bronzérmet szerzett.

## Sikerei, díjai
- Olimpiai játékok
  - bronzérmes: 1956, Melbourne (4 × 100 m)
- Európa-bajnokság
  - aranyérmes (2): 1954 (100 m és 200 m)